# BTR–40
A BTR–40 (orosz betűkkel: БТР – Бронетранспортёр, magyar átírásban: Bronyetranszportyor, magyarul: páncélozott szállító jármű) a Szovjetunióban a Gorkiji Autógyárban (GAZ) kifejlesztett és 1950–1960 között gyártott, a GAZ–63 tehergépkocsi hajtásrendszerén alapuló gumikerekes, 4×4-es hajtásképletű páncélozott szállító jármű. A Szovjet Hadseregben rendszeresített hazai gyártású első páncélozott szállító jármű volt, melyet elsősorban a gépesített lövész alakulatok katonáinak szállítására használtak. Az 1950-es, 1960-as években alkalmazták elterjedten, ezt követően a járművet leváltották a modernebb páncélozott szállító járművek, bár az Orosz Hadseregből hivatalosan csak 1993-ban vonták ki. Konstrukciós kialakítására jelentős hatással volt az Egyesült Államok által a második világháború alatt Szovjetuniónak szállított 3M páncélozott szállító jármű. Két fő kivitelben készült: egy általános célú szállító jármű és egy géppuskával felszerelt légvédelmi változat. A Szovjetunión kívül a Varsói Szerződés szövetséges államai és az egyéb baráti országok hadseregei is alkalmazták. Több országban még napjainkban is szolgálatban van.

## Története
A Gorkiji Autógyár speciális járművekkel foglalkozó, V. A. Gyedkov által irányított tervezőirodájában 1947 elején kezdték el kidolgozták a 141-es kódszámmal jelzett tervet egy gumikerekes páncélozott szállító járműre, melyet az akkorra elavult, második világháborús BA–64-es páncélgépkocsi utódjául szántak. A V. K. Rubcov főkonstruktőr vezette tervezőcsoport egy 6–8 mm-es páncéllemezekből összeállított önhordó páncéltestet készített, melybe a GAZ–63 tehergépkocsi hajtásrendszerét (motor, erőátvitel, futómű) építették be.
A GAZ–63-as tengelytávját lerövidítették 2,7 m-re, a felfüggesztésként alkalmazott laprugók (mely önmagában belső csillapítással rendelkezik) mellé kiegészítő folyadéktöltésű lengéscsillapítókat építettek be. A járműbe a GAZ–11-es motoron alapuló, annak növelt teljesítményű változatát, a 78 LE-s GAZ–40-es benzinmotort építették be. Ezzel az 5,3 tonna tömegű jármű 14,7 LE/t fajlagos teljesítménye elfogadható volt, a jármű elérte műúton a 80 km/h-s sebességet.
Az első prototípusok 1947 végére készültek el két változatban, melyek csak a fegyverzetben különböztek. 1949-ben a jármű sikeresen teljesítette a teszteket és még abban az évben jóváhagyták a rendszeresítését, majd 1950 végén Gorkijban elkezdődött a sorozatgyártás.A páncéltestet a Muromi Gőzmozdonygyár (ma: Muromtyeplovoz) készítette. A tervező a jármű kifejlesztéséért Sztálin-díjat kaptak. Először 1951-ben a november 7-i moszkvai díszszemlén mutatták be a nyilvánosság előtt.
Kifejlesztése és rendszeresítése egy időben zajlott a BTR–152 páncélozott szállító járművel. A háromtengelyes, 6×4-es hajtásképletű BTR–152 azonban a BTR–40-nél nagyobb, nehezebb jármű volt. Konstrukciós kialakításuk és műszaki színvonaluk azonban hasonló volt.
1951-ben kialakították a 14,5 mm-es géppuskával felszerelt légvédelmi változatát, majd a tapasztalatok nyomán később továbbfejlesztették és több modernizált változata jelent meg. Az 1956-ban megjelent BTR–40V jelzésű változat központi kerékabroncsnyomás-szabályozóval látták el. Az 1956-os magyarországi tapasztalatok nyomán, amikor a felülről nyitott páncéltestű járműben ülő katonák jelentős veszteségeket szenvedtek a magas épületekből leadott lövésektől, a jármű felülről is zárt páncéltestet kapott. Ez a BTR–40B jelzésű változat 1958-ban jelent meg.
A jármű sorozatgyártása 1961-ig folyt a Gorkiji Autógyárban, ez idő alatt kb. 8500 darabot gyártottak belőle. Kínában licenc alapján gyártották, az ottani gyártási mennyiség azonban nem ismert.
Az 1950-es évek elején felmerült a jármű mentő változatának kifejlesztése. Ez a terv azonban nem valósult meg.
Az 1950-es évek közepén a GAZ-nál elkezdték egy továbbfejlesztett és úszóképessé tett változatának a kifejlesztését. A kezdetben BTR–40P (P – plavajuscsij, magyarul úszó) jelzést kapott jármű a fejlesztési folyamat során olyan mértékben átalakult, hogy lényegében egy teljesen új típus jött létre, mely később a BRDM–1 jelzést kapta.

## Harcászati és műszaki jellemzői
A BTR–40 hagyományos, tehergépkocsira emlékeztető felépítéssel készült. A jármű orr részében helyezték el a motort, mögötte a vezetőfülkét, majd emögött a deszantteret.A páncéltest a szovjet páncélozott járművek esetében újdonságnak számító önhordó konstrukció volt. A hegesztett páncéltest 6 és 8 mm vastagságú acéllemezekből épül fel.
A jármű számos berendezését a polgári életben nagy sorozatban gyártott tehergépkocsiból vették át, ezért a BTR–40 gyártása gazdaságos volt. Ez egyúttal azonban műszaki hátrányokkal is járt. A tehergépkocsiból származó hajtásrendszer nem volt optimális a katonai használatra, különösen a terepjáró képesség terén jelentett hátrányt a tehergépkocsi-alap. Emiatt a BTR–40-esek nem mindig tudtak együtt haladni a harckocsikkal.

## Alkalmazása

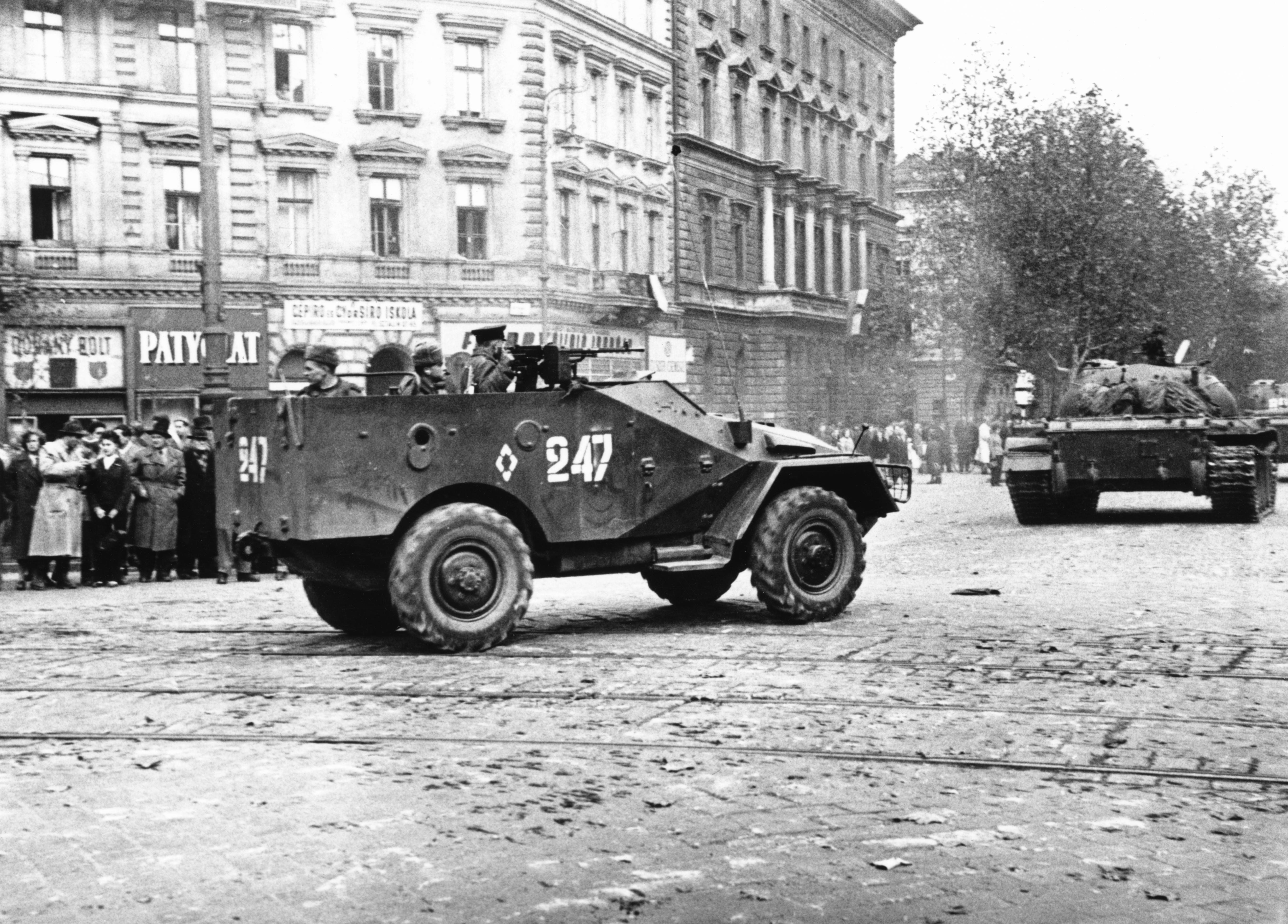
Az ideiglenesen távozó szovjet csapatok BTR–40-ese 1956. október 31-én az Oktogonnál

A Szovjet Hadseregben 1950-ben állították szolgálatba. Elsősorban szállító jármű (gépesített lövészek szállítása), felderítő, valamint parancsnoki jármű feladatkörökben használták. A járművet a Szovjetunióban történt rendszeresítését követően már az 1950-es évek elején exportálni kezdték. Kezdetben a Varsói Szerződés tagállamainak hadseregeibe, majd a Szovjetunióval baráti viszonyt ápoló további (afrikai, közel-keleti és délkelet-ázsiai) országok hadseregei is megkapták. Az 1960-as évek elején Indonéziába is exportálták. Több ország az 1960-as, 1970-es években szolgálatból kivont szovjet járművet szerzett be. A járművet szovjet részről harci körülmények között 1956-ban Magyarországon vetették be.
Az exportált példányok a világ számos helyi konfliktusában részt vettek. Elsőként a koreai háborúban használták harci körülmények között az észak-koreai fél részéről. Később bevetették a vietnámi háborúban, majd az arab országok oldalán részt vett az arab–izraeli háborúban. Az 1956-os magyarországi harcokban mind magyar, mind szovjet oldalon használták.

### Alkalmazó országok[1]
- Afganisztán — 100 darab, valószínűleg a szovjet hadseregből kivont példányok
- Burundi – 20 darab
- Guinea – 16 darab
- Bissau-Guinea – 35 darab, 1978-ban beszerzett használt példányok
- Észak-Korea – kisebb mennyiségű, ismeretlen számú jármű
- Indonézia – 80 darab szovjet szolgálatból kivont jármű, 1962-ben rendelték, 1963–1965 között szállították
- Izrael – 6 darab, háborúban zsákmányolt járművek
- Jemen – 60 darab
- Kuba – 100 darab, 1960-ban rendelték, 1961–1962-ben szállították
- Laosz – 30 darab
- Mali – 30 darab használt szovjet jármű
- Szíria – néhány darab
- Tanzánia – kb. 10 darab
- Vietnám – ismeretlen számú, BTR–40 és BTR–40A változatok

### Korábbi rendszeresítők
- Algéria – 100 darab, melyet 1966–1967-ben szállított Algériának a Szovjetunió
- Angola – 32 darab, melyeket 1975-ben vásároltak
- Bulgária – 150 darab, 1954-ben rendelték és 1955–1957 között szállították le. Az 1980-as években vonták ki őket.
- Dél-Jemen – 60 darab, melyeket 1973-ban szállítottak
- Egyiptom – 350 darab, melyeket 1955–1957 között vásároltak a Szovjetuniótól
- Észak-Jemen – 70 darab, 1961-ben vásárolták
- Jugoszlávia – 40 darab, 1962-ben szállították le
- Kína – 100 darab szovjet gyártású példány, melyeket 1957–1960 között szerzett be Kína. Később saját gyártású példányokat is hadrendbe állított.
- Lengyelország – 400 darab, melyeket 1952–1955 között szereztek be
- Magyarország – 200 darab, melyeket 1951-ben rendeltek és 1953-ban szállítottak le
- Mongólia – 200 darab, melyeket 1961–1964 között szereztek be
- NDK – 300 darab, melyeket 1956–1957-ben szereztek be
- Nicaragua 20 darab használt szovjet jármű, melyeket 1981–1982 között szállított a Szovjetunió
- Szomália – 60 darab, 1965-ben szerezték be
- Uganda – 10 darab, melyeket 1968–1970 között vásároltak a Szovjetuniótól

## Típusváltozatok
- BTR–40 – az 1947-ben tervezett alapváltozat, melyet 1950-től gyártottak felül nyitott páncéltesttel
- BTR–40A – Légvédelmi jármű, melyet egy kétcsövű, 14,5 mm-es ZTPU–2 légvédelmi géppuskával szereltek fel, melyet a deszanttérben helyeztek el. A géppuskát egy fő kezelte. 1951-től gyártották. A géppuska csövének maximális emelkedése 90°, lefelé a függőleges síkban -5°-ra volt elmozdítható. A légi célokhoz egy VK–4 típusú kollimátoros irányzó távcső állt rendelkezésre. A fegyvert földi célok ellen is lehetett használni, ehhez egy OP–1–14 típusú távcsöves célzókészülékkel látták el. A géppuska tűzgyorsasága 170 lövés/perc, a lőszerjavadalmazás 1700 darab. Ennél a változatnál nem voltak a páncéltest oldalán lőrések.
- BTR–40V – modernizált változat, melyet központi kerékabroncsnyomás-szabályozóval láttak el
- BTR–40B – 1958-tól gyártott változat, melynél az 1956-os magyarországi tapasztalatok nyomán felül is zárt páncéltestet alkalmaztak. Ezt 1956-ban dolgozták ki, 1958–1960 között gyártották.
- BTR–40RH – vegyi felderítő jármű
- BTR–40ZSD – A vasúti műszaki alakulatok számára kifejlesztett speciális jármű, mely a leereszthető vasúti kerekeivel a vasúti pályán is haladhatott. 1969-től folytattak először kísérleteket a járművel. A vasúti pályán 65 km/h-s sebességgel haladhatott.
- 55-ös típus – Kínában licenc alapján gyártott változat.